# MTV Vechelde
Der MTV Vechelde von 1893 e. V. ist ein deutscher Sportverein mit Sitz in der niedersächsischen Gemeinde Vechelde im Landkreis Peine.

## Sportarten und Abteilungen
Der MTV Vechelde ist ein Mehrspartenverein und bietet die Sportarten Badminton, Basketball, Gesundheits-, Reha- und Fitness-Sport, Ju-Jutsu, Leichtathletik, Schwimmsport, Tanzsport, Tennis, Turn- und Trampolinsport und Volleyball. (Stand März 2025 )

### Volleyball
Zur Saison 2012/13 kam die erste Herren-Mannschaft aus der vorherigen Regionalliga in die neugebildete Dritte Liga. Dort trat die Mannschaft in der Staffel West an und platzierte sich am Saisonende mit 16:20 Punkten auf dem sechsten Platz. Bereits nach der Folgesaison stieg die Mannschaft als Tabellenletzter mit neun Punkten jedoch wieder ab.

### Pesäpallo
Pesäpallo ist eine aus Finnland stammende Ballsportart, die Ähnlichkeiten mit Baseball hat. In Deutschland wird diese Sportart von der Öffentlichkeit und den Medien nur am Rande wahrgenommen. Mit den „Vechelde Blue Rats“ spielte ein Team des MTV Vechelde in der Deutschen Pesäpallo Liga, der höchsten deutschen Spielklasse. Die Mannschaft löste sich im Jahr 2010 auf.